# Al-Nasr Benghazi
El Al-Nasr Sports, Cultural, and Social Club es un equipo de fútbol de Libia que juega en la Liga Premier de Libia, la liga de fútbol más importante del país.

## Historia
Fue fundado en el año 1954 en la ciudad de Bengasi, siendo uno de los 3 equipos de la ciudad. Tiene con una fuerte rivalidad con el Al-Ahly.
Ha sido campeón de liga en 2 ocasiones y se ha llevado el torneo de copa en 3 ocasiones.
A nivel internacional ha participado en 10 ocasiones, en donde su mejor participación fue en la Recopa Africana 1985, donde llegó a las semifinales en donde fue eliminado por el Al-Ahly SC de Egipto.

## Palmarés
- Liga Premier de Libia: 3

1987, 2017-18, 2023-24
- Copa de Libia: 3

1997, 2003, 2010

## Participación en competiciones de la CAF
| Temporada | Torneo                            | Ronda            | Club              | Casa  | Visita | Global      |
| --------- | --------------------------------- | ---------------- | ----------------- | ----- | ------ | ----------- |
| 1979      | Recopa Africana                   | 1                | TP USCA Bangui    | w.o.1 | w.o.1  | w.o.1       |
| 1979      | Recopa Africana                   | 2                | CM Belcourt       | 0-1   | 2-4    | 2-5         |
| 1983      | Recopa Africana                   | 1                | Sekondi Hasaacas  | 1-1   | 0-4    | 1-5         |
| 1985      | Recopa Africana                   | 1                | ASC Trarza        | 2-0   | 1-1    | 3-1         |
| 1985      | Recopa Africana                   | 2                | FC 105 Libreville | 3-1   | 1-2    | 4-3         |
| 1985      | Recopa Africana                   | Cuartos de final | KCC               | 1-0   | 0-1    | 1-1 (4-2 p) |
| 1985      | Recopa Africana                   | Semifinales      | Al-Ahly           | w.o.2 | w.o.2  | w.o.2       |
| 1988      | Copa Africana de Clubes Campeones | 1                | ES Sahel          | w.o.2 | w.o.2  | w.o.2       |
| 2003      | Copa CAF                          | 1                | Ethiopian Bunna   | 1-0   | 0-0    | 1-0         |
| 2003      | Copa CAF                          | 2                | Al-Ahly           | 1-2   | 0-2    | 1-4         |
| 2004      | Copa Confederación de la CAF      | Preliminar       | Mogas 90 FC       | 3-0   | 2-2    | 5-2         |
| 2004      | Copa Confederación de la CAF      | 1                | Enugu Rangers     | 1-0   | 0-4    | 1-4         |
| 2011      | Copa Confederación de la CAF      | Preliminar       | CA Batna          | 2-2   | 2-2    | 4-4 (6-5 p) |
| 2011      | Copa Confederación de la CAF      | 1                | Al Khartoum SC    | w.o.2 | w.o.2  | w.o.2       |
| 2013      | Copa Confederación de la CAF      | Preliminar       | Khartoum-3        | 0-0   | 1-0    | 1-0         |
| 2013      | Copa Confederación de la CAF      | 1                | FAR Rabat         | 1-1   | 0-1    | 1-2         |
| 2018/19   | Liga de Campeones de la CAF       | Preliminar       | Al-Hilal Wau      | 5-1   | 4-2    | 9-3         |
| 2018/19   | Liga de Campeones de la CAF       | 1                | Horoya AC         | 3-0   | 2-6    | 5-6         |
| 2018/19   | Copa Confederación de la CAF      | Playoff          | Salitas           | 1-0   | 1-3    | 2-3         |
| 2020/21   | Liga de Campeones de la CAF       | Preliminar       | CR Belouizdad     | 0-2   | 0-2    | 0-4         |
| 2023/24   | Liga de Campeones de la CAF       | 1                | Al-Merrikh SC     | 0-0   | 0-2    | 0-2         |

1- USCA Bangui abandonó el torneo.

2- Al-Nasr abandonó el torneo.